# Disphragis salona
Disphragis salona är en fjärilsart som beskrevs av Druce 1894. Disphragis salona ingår i släktet Disphragis och familjen tandspinnare. Inga underarter finns listade i Catalogue of Life.